# Båtskärsnäs
Båtskärsnäs (finnisch Paaskeri) ist ein Ort (tätort) in der schwedischen Provinz Norrbottens län, in der historischen Provinz (landskap) Norrbotten.

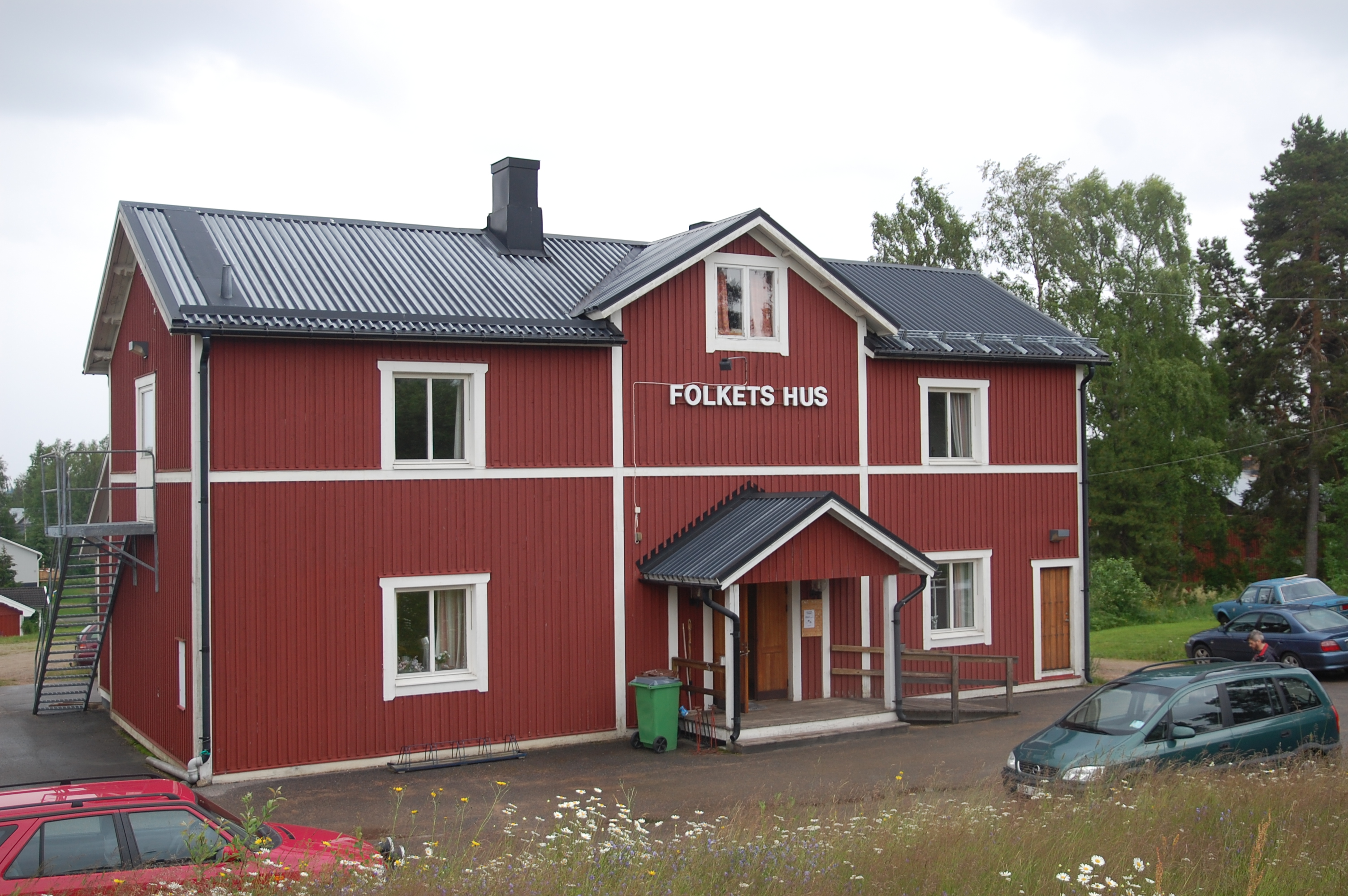
Folkets Hus von Båtskärsnäs

Båtskärsnäs gehört zur Gemeinde Kalix und innerhalb dieser seit 1. Januar 2016 zum Distrikt Nederkalix, benannt nach dem Kirchspiel (socken), das diesen Namen seit 1644 trägt. Es liegt etwa 60 km Luftlinie nordöstlich der Provinzhauptstadt Luleå und 15 km südöstlich von Kalix. Der Ort befindet sich an der östlichen Seite einer in die Bottenwiek der Ostsee ragenden Landspitze zwischen den Buchten Repskärsfjärden/Vånafjärden und Kroksfjärden/Sangisfjärden, in die entsprechend die Flüsse Kalixälven und Sangisälven münden.
Gut fünf Kilometer nördlich des Ortes verläuft die Europastraße 4 (Europaväg 4).
Die Holzkirche des Ortes und der zugehörige Glockenstapel wurden 1974 beziehungsweise 1976 errichtet.